# 142 857
Entre los números que presentan curiosidades matemáticas destaca el 142 857 (ciento cuarenta y dos mil ochocientos cincuenta y siete). Este número tiene la particularidad de que al ser multiplicado por la secuencia de 2 a 6, el producto resultante corresponde exactamente a las mismas cifras del número original pero en otro orden. Por esta razón, este tipo de números se denominan cíclicos.

## Secuencia inicial
Véase la secuencia (separador de miles retirado para mayor claridad):
- 142 857 × 2 = 285714
- 142 857 × 3 = 428571
- 142 857 × 4 = 571428
- 142 857 × 5 = 714285
- 142 857 × 6 = 857142

## Otras propiedades
Al multiplicarlo por 7, la particularidad anterior no se cumple, pero se cumple:
- 142 857 × 7 = 999 999

Al continuar multiplicando, la particularidad antes descrita permanece, pero un poco menos evidente:
- 142 857 × 8 = 1 142 856

Obsérvese que la cifra 7 ha desaparecido, pero ha sido reemplazada por 1 y 6: 1+6=7
- 142 857 × 9 = 1 285 713 (Ahora falta el 4, pero queda 1 y 3)
- 142 857 × 10 = 1 428 570
- 142 857 × 11 = 1 571 427 (Falta un 8, pero tenemos un 1 y 7 adicionales)

Si se sigue con la secuencia de multiplicaciones será posible encontrar aún otras permutaciones y combinaciones de cifras que volverán a componer el número original: 142 857.
Por ejemplo:
- 142 857 × 429 = 61 285 653. En la parte central está el 285 de nuestro número mágico y nos falta por tanto el 714 (por orden cíclico), pero en el resultado 61.285 653. La suma de los extremos sobrantes 61+653 nos da precisamente el 714 que nos faltaba.

Otro ejemplo:
142 857 * 26 599 = 3 799 853 343. En la parte central está el 85 del número inicial y falta por tanto el 7142, según el orden cíclico, y nuevamente es la suma de los extremos sobrantes 3799+3343 = 7142.
Este número es la parte periódica de un número que es dividido entre 7 (y no da exacto)
| {\displaystyle {\frac {1}{7}}=0,142857...} | {\displaystyle {\frac {2}{7}}=0,285714...} | {\displaystyle {\frac {3}{7}}=0,428571...} |
| {\displaystyle {\frac {4}{7}}=0,571428...} | {\displaystyle {\frac {5}{7}}=0,714285...} | {\displaystyle {\frac {6}{7}}=0,857142...} |

Sea cual sea el número, estos seis números se repetirán siempre en el mismo orden, pero empezando desde uno u otro. Ejemplo 1307/7 = 186,71428571428...
Si se eleva al cuadrado, se parte en dos y se suman los dos números resultantes:
- {\displaystyle 142857^{2}=20408122449}
- {\displaystyle 20408+122449=142857}

Si se elevan los primeros 3 dígitos al cuadrado, y se restan del cuadrado de los últimos 3 dígitos:
- {\displaystyle 142^{2}=20164}
- {\displaystyle 857^{2}=734449}
- {\displaystyle 734449-20164=714285}

Si se suman los primeros 3 dígitos y los últimos 3 dígitos, se obtiene:
- 142 + 857 = 999

Si se suman los dígitos de 2 en 2, se obtiene otro:
- 14 + 28 + 57 = 99

Si se multiplican por números múltiplos de 7:
- {\displaystyle 142857*7=999999}
- {\displaystyle 142857*14=1999998}
- {\displaystyle 142857*21=2999997}
- {\displaystyle 142857*28=3999996}
- {\displaystyle 142857*35=4999995}

En cualquier caso los extremos que rodean los 9 centrales sumarán 9 o 99 o 999, etc.
Ejemplo:
142 857*847 = 120 999 879 sumando los extremos de los 9 centrales, 120+879 obtenemos 999.
Ajedrez. El problema de las 8 damas
Enunciado: «Sobre un tablero de ajedrez de 8x8 colocar ocho damas de modo que no se amenacen entre sí.»
En las 92 soluciones existentes, número reconocido como definitivo, se puede encontrar el número 142 857 en todas las soluciones añadiéndose el 6 y 3.
Se demuestra que, a partir de una solución, se pueden obtener otras siete (inversa, complementaria, inversa de la complementaria, recíproca, inversa de la recíproca, autorrecíproca e inversa de la autorrecíproca), por lo que es posible encontrar un número menor de soluciones y de ahí averiguar las demás.
Pero siempre se van a encontrar el 142 857 añadidos el 6 y el 3.

## ¿142857 es el único número con estas propiedades?
588235294117647
588235294117647= 1/17 · 10^16  cumple propiedades similares a las descritas anteriormente para 142857, hay más números incluso en otras bases no decimales como 1463 (en base 8).
Estas propiedades son debidas a que la base es un generador en (Z/p, *) con p primo:
- 142857 es el periodo de 1/7, las potencias de 10 dan todos los elementos de (Z/7, *)
- 0588235294117647 es el periodo de 1/17, las potencias de 10 dan todos los elementos de (Z/17, *)
- 1463 en base 8 es el periodo de 1/5 en base 8, las potencias de 8 dan todos los elementos de (Z/5, *)

Para buscar números con estas propiedades procedemos calculando el periodo de 1/p siendo p un número primo y si este periodo tiene p-1 cifras, lo tomaremos y verificaremos con él las propiedades.

Verifiquemos las propiedades de 0588235294117647, este número es el periodo de 1/17

117 = 0.0588235294117647
217 = 0.1176470588235294
...

588235294117647*1=588235294117647
588235294117647*2=1176470588235294
…
588235294117647^2=346020761245674671280276816609
34602076124567 + 4671280276816609 = 4705882352941176

5882352^2-94117647^2=-8823529411764705

05882352+94117647=99999999
0588+2352+9411+7647=19998

Verifiquemos las propiedades de 1463 en base 8, 1463 es el periodo de 1/5 en base 8.

1/5=0,146314631463… (base 8)
2/5=0,314631463146… (base 8)
3/5=0,463146314631… (base 8)
4/5=0,631463146314… (base 8)
…
1463*1=1463 (base 8)
1463*2=3146 (base 8)
1463*3=4631 (base 8)
1463*4=6314 (base 8)
…
1463*6=11462 (base 8)
1463*7=13145 (base 8)
1463*10=14630 (base 8)
1463*11=16313 (base 8)
1463*12=17776 (base 8) 7 en base 8 es como 9 en base 10
…
1463^2=2436051  (base 8)
243 + 6051 = 6314  (base 8)

14^2-63^2=-4631 (base 8)
14+63=77 (el 7 en base 8 es como 9 en base 10)

Los números cíclicos son difíciles de ver cuando aumenta el número de cifras, por ejemplo el periodo de 1/131 igual a 0076335877862595419847328244274809160305343511450381679389312977099236641221374045801526717557251908396946564885496183206106870229
es un número cíclico, al multiplicarlo por 1, 2, ..., o 130 da un número con las mismas cifras y el mismo orden pero empezando cada vez en una de estas cifras  Así 12*0076335877862595419847328244274809160305343511450381679389312977099236641221374045801526717557251908396946564885496183206106870229=
=9160305343511450381679389312977099236641221374045801526717557251908396946564885496183206106870229007633587786259541984732824427480.
Este periodo de 1/131 al multiplicarlo por 12 empieza por la cifra de lugar 33 pues 12=10^32 mod 131.